# البجعات البرية
البجعات البرية: ثلاث بنات من الصين، هو تاريخ عائلي يمتد لقرن، تسرده الكاتبة الصينية تشونغ تشانغ، حول حياة ثلاث أجيال من الإناث في الصين. نُشرت البجعات الثلاثة لأول مرة عام 1991 وتتضمن البجعات الثلاث.السيرة الذاتية للكاتبة ووالدتها وجدتها.
فاز الكتاب بجائزتين: جائزة إن سي أر للكتاب عام 1992 وجائزة الكتاب البريطاني السنوي عام 1993. وقد تُرجم الكتاب إلى سبع وثلاثين لغة وبِيعَ أكثر من ثلاثِ عشرةَ نُسخةً منه.

## الملخص

### قصة جدة تشانغ

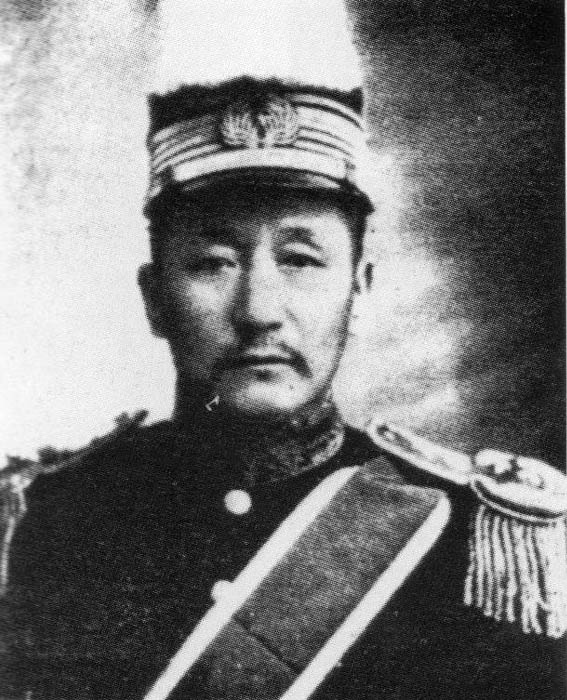
تشا تشي خين جد يو تشانغ

يبدأ الكتاب بسرد السيرة الذاتية ل جدة تشانغ (يو فان).
وقد امتلكت منذ الثانية من عمرها أقداماً مُقيدة. وكعائلة فقيرةً نسبيًا دبَّر والدها أخذها كعشيرة أو محظية لجنرال حرب رفيع المستوى هو (تشا تشي خين) من أجل الحصول على مكانة اجتماعية وهو الأمر الذي كان يعتبر معيارًا ذا أهمية كبيرة لحياةٍ رَغيدة.
وبعد مراسم الزواج من الجنرال الذي كان بالفعل يمتلك زوجة والعديد من المحظيات تُركت الفتاة الشابة وحيدة في منزل مُترف مع الخدم، ولم ترَ زوجها مجددًا لسِتِ سنوات. وعلى الرغم من محيطها الفاخر كانت الحياة يشوبها التوتر بسبب خوفها من أن ينقل الخدم أو زوجة الجنرال الشائعات والأكاذيب الزائفة عنها لهُ.
وكان مسموحاً لها زيارة منزل عائلتها ولكن من غير المسموح قضائها الليل فيه.
وبعد ست سنوات من الغياب قام الجنرال بزيارة زوجية موجزة لمحظيته وخلالها وُلِدت الابنة، (والدة تشانغ). لم يمكث الجنرال طويلًا، حتى لرؤية ابنته لكنه سمّاها (باو تشين) ويعني الاسم آلة القانون الثمينة. وخلال مرحلة طفولتها قامت جدة تشانغ بالمماطلة في إحضار الابنة باو لمنزل الجنرال الرئيس حتى بات مريضًا جدًا ولم يعد ذلك طلبًا ولم يعد هناك خيار لجدة تشانغ سوى الإذعان. وخلال زيارة الابنة لمنزل العائلة كان الجنرال يحتضر ولم يكن لهُ أي وريثٍ ذكر وبناءً على ذلك كانت والدة تشانغ مهمة جدًا للعائلة. وفي حال موت الجنرال ستمتلك الزوجة السيطرة الكاملة على حياتها وحياة طفلتها لذلك هربت جدة تشانغ مع طفلتها إلى منزل عائلتها الذين أرسلوا إشاعة زائفة لعائلة زوجها بموت الطفلة. وبشكلٍ غير متوقع أعلن الجنرال بكلِماتهِ الأخيرة تحرير والدة تشانغ وذلك في عمر الرابعة والعشرين. في النهاية تزوجت جدة تشانغ طبيب يفوقها عُمرًا وهو الدكتور تشا وقام هو وهي وابنتها (والدة تشانغ) ببناء منزل في جينتشو منشوريا. ولم تعد محظية بعد ذلك بل زوجة حقيقية محبوبة.

### قصة والدة تشانغ
ينتقل الكتاب في هذه اللحظة الي قصة والدة تشانغ (باو تشين / دا هون)، والتي قد بدأت في العمل بعمر الخامسة عشر لصالح الحزب الشيوعي الصيني وجيش ماو تشي الأحمر. ومع استمرار الثورة، ساعدها عملها في الحزب برفع رتبتها. وقد قابلت رجلًا يعمل ضابطًا عالي الرتبة يصبح والد تشانغ (وان يو /شو يو). وقد تزوج الثنائي سريعًا ولكن الحزب الشيوعي أمر بعدم السماح لهم بالبقاء سويًا. وفي النهاية انتقل الزوجين إلى يبين، مسقط رأس والدة تشانغ. وقد كانت الرحلة طويلة وشاقة. بينما سافرت والدة تشانغ سيرًا على الأقدام بسبب رتبتها، سافر والدها راكبًا في السيارة. وقد كان غير مدرك أن والدة تشانغ حامل. بعد وصولهم إلى نايجينغ، باشرت والدة تشانغ تدريبات عسكرية مُرهِقَة. وفيما بعد بسبب إجهاد التدريب إلى جانب الرحلة عانت من الإجهاض. وحينها أقسم والد تشانغ أنه لن يُهمل أبدًا احتياجات زوجته.
بعد سنوات لاحِقة أنجبت والدة تشانغ (يو) وأربعة أطفال آخرين. ثم ينتقل محور الكتاب مجددًا ليغطي السيرة الذاتية ل يو.

### قصة تشانغ
بدأت الثورة الثقافية عندما كانت تشانغ مراهقة. وقد انضمت تشانغ بإرادتها إلى الحرس الأحمر بالرغم من نفورها من بعض تصرفاتهم الوحشية
ومع نمو شخصية ماو أصبحت الحياة أكثر صعوبة وخطورة. وقد أصبح والد تشانغ هدفًا للحرس الأحمرعندما انتقد ماو بشكل معتدل وعلني بسبب المعاناة التي تسبب بها للشعب الصيني خلال الثورة الثقافية. جرى تصنيف والدي تشانغ كأصحاب طرق رأسماليين وجُعلوا مواضيع لاجتماعات النضال العام والتعذيب.وتتذكر تشانغ التدهور الجسدي والعقلي لوالدها حتى وفاته في نهاية المطاف. وقد دفعت معاملة والدها شكوك تشانغ السابقة حول ماو إلى الظهورمجددًا وكما أُرسل آلاف الشباب أُرسلت تشانغ إلى الريف للتعليم والإصلاح الفكري عن طريق ال فلاحين، وهي تجربة صعبة وقاسية ودون فائدة. ومع نهاية الثورة الثقافية عادت تشانغ لمنزلها وعملت بجد للحصول على مقعدٍ جامعيّ وبعد وقتٍ ليس بطويل نجحت بذلك، ومات ماو.و صدم الشعب بأكمله حزنًا عليه إنما تكنب تشانغ أن الناس كانوا يمثلون لمدة طويلة لذلك اشتبه عليهم الأمر ولم يعرفوا مشاعرهم الحقيقية تجاه موته."ترى كم من هذه الدموع هي حقيقية وتقول تشانغ أنها شعرت بالفرحة تغمرها حيال موت ماو.
في الجامعة درست تشانغ اللغة الإنجليزية. وبعد تخرجها وعملها محاضرة مساعدة حصلت على منحة دراسية للدراسة في إنجلترا وغادرت إلى منزلها الجديد هناك.
وإلى يومنا هذا مازالت تعيش في إنجلترا وتزور البر الرئيسي للصين في الإجازات لترى عائلتها وأصدقائها هناك، وقد حصلت على رخصة من السلطات الصينية بذلك.

## التداول
تُرجمت البجعات البرية إلى سبع وثلاثين لغة وبِيعَ منها ثلاثِة عشرمليون نُسخة، [1] وتلقت إشادة من مؤلفين مثل:

ج. جي بالارد. [2] وعلى الرغم من أنها ترجمت إلى اللغة الصينية، إلى أنها محظورة في الصين. [1] [3] إلا أن الكتاب متاح في هونغ كونغ وتايوان.

## الاقتباسات
تُرجم الكتاب للإخراج المسرحي في أوائل عام 2012، لصالح مسرح يونغ فيك وقد أجرى ألكسندر ود تعديل على الكتاب وأخرجه ساشا ويرس.
وقيّمتها صحيفة ذا ديلي تلغراف بأربعة من أصل خمس نجوم ووصفتها بأنها «منعشة بشكلٍ كبير». [6] بينما أشادت صحيفة الجارديان بالتصميم الإنتاجي.[7]
أعلنت مجلة فاريتي أن بورتوبيلو بكتشر قامت في 26 من تشرين الثاني بشراء حقوق الكتاب للفيلم. [8] ومن شركة بورتوبيلو بكتشر حصل «إيريك إبراهم» و «كريستوفر هامبتون» على الحقوق لكتابة السيناريو.

## النشر باللغة الإنجليزية
يو تشانغ، البجعات البريات: ثلاث بنات من الصين
- سايمون و شوستر، لندن 1991
- أنكر بيبر باك، لندن 1992 ISBN 0-385-42547-3.
- هاربر برينيل، لندن 2004. ISBN 0-00-717615-5